# 12220 Semenchur
12220 Semenchur este un asteroid din centura principală de asteroizi.

## Descriere
12220 Semenchur este un asteroid din centura principală de asteroizi. A fost descoperit pe 20 octombrie 1982 la Observatorul de Astrofizică din Crimeea de Liudmila Karacikina. Asteroidul prezintă o orbită caracterizată de o semiaxă mare de 2,25 ua, o excentricitate de 0,15 și o înclinație de 3,2° în raport cu ecliptica.